# Marc. Eemans
Marcel Eemans (Marc. Eemans, Marc Eemans, M. Van Hemelrijck) (Dendermonde, 16 juni 1907 – Brussel, 28 juli 1998) was een controversieel Belgisch schilder, dichter, kunstcriticus en kunsthistoricus.
"Un personnage qui aurait pu au moins nous faire le plaisir magnifique de se faire oublier".

## Beknopte beschrijving
Marc Eemans was een bijzonder erudiet persoon, met een enorme passie voor mystiek en gnostiek. Op zijn 23ste stond hij aan de top van het Belgisch surrealisme. Door zijn afwijkende overtuigingen viel hij in ongenade in de surrealistische kunstkringen en ging zijn eigen weg in de magisch realistische richting, zowel als kunstschilder, dichter en redacteur. Zijn bewondering voor de Noordse sagen, de Wagneriaanse legenden en Duitse filosofen dreef hem tijdens de Tweede Wereldoorlog naar verregaande culturele collaboratie. Hij was redacteur bij diverse nationaalsocialistisch gezinde kranten en tijdschriften zoals het Nederlandse Hamer, de Vlaamse collaboratiekrant DeVlag en het rexistische dagblad Le Pays Réel, wat hem bij de repressie een jarenlange gevangenisstraf opleverde. Na de oorlog zette hij zijn activiteiten als schilder en poëet in de magisch realistische richting verder en was hij auteur van talrijke kunsthistorische boeken. Als redacteur van het tijdschrift "De Periscoop" was hij hoofdzakelijk belast met artikelen over kunst en met kunstkritiek. Met zijn uiterst conservatieve en traditionalistische opvattingen en initiatieven en zijn minimalisatie van zijn aandeel in de collaboratie bleef hij tot het einde van zijn leven een bijzonder controversieel figuur en werd zelfs gecanceld in kunsthistorische uitgaven, waardoor hij relatief weinig bekendheid geniet.

## Jeugd en opleiding (1907-1922)
Marc Eemans werd op 16 juni 1907 in Dendermonde geboren. Drie jaar later werd zijn vader, een postbeambte naar Brussel overgeplaatst en verhuisde het gezin Eemans definitief naar Brussel.
Hij volgde lager onderwijs in Laken en ging daarna studeren aan het Koninklijk Atheneum van Brussel. In het atheneum bracht zijn leraar Maurits Brants hem in contact met de Germaanse sagen, wat een belangrijke en blijvende invloed op hem heeft gehad. Eemans was bijzonder intellectueel begaafd en zeer leergierig. Op zijn 14de jaar las hij al filosofische werken zoals Plato, Spinoza en Nietzsche en werken van Kloos, Gorter, Couperus en vele anderen.
Zijn vader was een kunstliefhebber die graag tentoonstellingen bezocht en rechtstreekse contacten had met de kunstenaarskring "Doe stil voort", waarin Victor Servranckx, Felix De Boeck en Prosper de Troyer actief waren. Eemans vergezelde zijn vader steevast en kwam op die manier reeds op zeer jonge leeftijd rechtstreeks in contact met kunst en kunstenaars.
Op vijftienjarige leeftijd ging hij lessen volgen aan de Koninklijke Academie voor Schone Kunsten van Brussel, waar hij de symbolistische schilders Constant Montald (1862-1944) en Emile Fabry (1865-1966) als docenten had.

## Abstract kunstenaar (1923-1925)
Hyperactief en creatief als hij was hield hij zijn opleiding aan de academie maar een korte tijd vol. Onder invloed van Victor Servranckx, die hij ontmoet had op een tentoonstelling, begon hij zelf in abstracte stijl te schilderen, wat destijds "plastique pure" of "zuivere beelding" genoemd werd.
Hij bezocht in die periode reeds artistieke studentenkroegen, waaronder "Le Diable-au-Corps" in de Koolstraat in Brussel. Daar werd hij bevriend met de dichter René Baert (1904-1945). Baert leerde hem het werk van de Duitse symbolist Novalis kennen, weliswaar in de Franse vertaling van Maurice Maeterlinck. Novalis was één van de meest uitgesproken vertegenwoordigers van de Duitse Romantiek, een idealist die op een zakelijke wijze in de romantiek de dagelijkse werkelijkheid herkende, met mythes en sprookjes als een diepere laag. Hij was de bedenker van de term "magisch realisme". Eemans zou deze filosofie gedurende zijn ganse leven trouw blijven. Hij had overigens ook een bijzonder interesse in de Vlaamse mystiek en via zijn oudere broer Nestor maakte hij kennis met de sagen van Richard Wagner.
In 1923 kwam hij in contact met Geert van Bruaene (1891-1964) die in het Hotel Ravenstein samen met Michel de Ghelderode een aanvankelijk bescheiden artistiek centrum "Le Cabinet Maldoror" uitbaatte. Dit groeide echter vlug uit tot een kunsthandel, waar werken van Otto Dix, George Grosz, Wassily Kandinsky, László Moholy-Nagy, Constant Permeke, René Magritte en Victor Servranckx te koop aangeboden werden. De contacten met Geert van Bruaene zorgden voor inzicht in totaal andere stijlen dan het zuiver abstracte, waardoor de abstracte werken van Eemans een figuratieve inslag kregen. Eemans verklaarde zelf dat hij door Van Bruaene een surrealist werd zonder dat hij het besefte. In 1925 opende Van Bruaene de galerie "La Vierge poupine" in de Naamsestraat in Brussel. Daar ontmoette Eemans de dichter Paul van Ostaijen (1896-1928), die er codirecteur was. Van Ostaijen overtuigde hem van de innige band tussen poëzie en mystiek. Van Ostaijen beval Eemans aan bij Eddy du Perron (1899-1940). Hierdoor kon hij In juli 1925 in "De Driehoek", het tijdschrift van Jozef Peeters (1895-1960) en Eddy du Perron, een pleidooi voor abstracte kunst publiceren met als titel: "Enkele beschouwingen over constructivisme als nieuwe kunst". Hij was op dat ogenblik politiek gezien duidelijk links gericht. Zijn abstract werk was vertegenwoordigd op de stand van 7 Arts op de biënnale van Monza in 1925, hij was toen nauwelijks 18 jaar.

## Surrealist (1925-1930)

### "Société du Mystère"
Nog in 1925 werd hij overweldigd door het eerste "Manifest van het Surrealisme" van André Breton. Hij nam afstand nam van het abstracte en koos resoluut voor het surrealisme.
In dat zelfde jaar ontmoette hij op een avondcursus voor journalistiek de negentienjarige socialistische militante Irène Hamoir, met wie hij een nauwe band kreeg en die hij introduceerde in zijn nieuwe passie, het surrealisme.
Samen met René Baert stichtte hij in 1926 de organisatie "Humanisme". Hij schreef een manifest, maar het werd niet gepubliceerd.
In het Tijdschrift 7 Arts, waarin hij sinds 1925 actief was, gaf hij in naam van die organisatie zijn eigen definitie over het surrealisme: "het surrealisme is schepper en geen vleier: het is het werk van een gezond leven en niet de vervolmaking van een concept".
In oktober 1926 nam hij als volstrekt buitenstaander deel aan de "Slag van het Casino van Sint-Joost-Ten-Node", een uit volledig de hand gelopen ludieke reactie van de "Société du Mystère tegen de première van een toneelstuk "Tam-tam", opgevoerd door het jonge avant-garde toneelgezelschap Groupe Libre. De Société du Mystère was de surrealistische groep rond René Magritte, met de dichter Paul Nougé als spil en bezieler van de groep en verder met Marcel Lecomte, E.L.T. Mesens, Camille Goemans, Louis Scutenaire en André Souris. Eemans en Irène Hamoir werden die avond in de "Société du Mystère" opgenomen. Met Camille Goemans en E.L.T. Mesens zou hij een levenslange vriendschap onderhouden.
In december schreef Eemans het manifest van de "Groupe Humanisme", gevolgd in mei 1927 door "Lettre à Irène sur l'automatisme".
Zijn werken uit 1926, zoals Opus 26, hadden al een duidelijk surrealistische inslag en in 1927 was hij onmiskenbaar een surrealistische schilder. Hij was nauwelijks 20 jaar en bijzonder actief in de groep "Société du Mystère".
Hij werd één van de redacteurs van het tijdschrift "Distances", het eerste officiële tijdschrift van de surrealisten, in 1928 opgericht door Paul Nougé en Camille Goemans, dat vorm moest geven aan de eenheid van geest van de Belgische surrealisten. Het zou slechts drie nummers kennen en in 1928 eindigen. Het blad werd niet gecommercialiseerd en enkel naar medestanders verstuurd.
In 1928 kreeg Marc Eemans zijn eerste tentoonstelling in de galerij "L'époque" van E.L.T. Mesens. Die galerij was gefinancierd door Paul-Gustave van Hecke. De catalogus bevatte een gedicht van Jean (later Louis) Scutenaire, die op dat moment nog een goede vriend van Marc Eemans was. In deze brochure werd Eemans vermeld tussen namen als Marc Chagall, Max Ernst, Giorgio de Chirico, Hans (later Jean) Arp en Paul Klee.
Eemans kon tevens deelnemen aan enkele officiële Belgische exposities en stond samen met Réné Magritte vermeld op het publiciteitsbord van het (voorlopig) Museum voor Moderne Kunst op het Koningsplein in Brussel. Hij werkte nu ook mee aan "Variétés" het tijdschrift van Paul-Gustave van Hecke, waarin veel aandacht besteed werd aan het surrealisme. Hij zorgde ook voor de illustratie van de omslag. 
Vanaf begin 1930 begon het fout te lopen. Irène Hamoir trouwde in februari met Louis Scutenaire, waardoor Eemans hevig aan liefdesverdriet leed. In maart kwam zijn boezemvriend Camille Goemans noodgedwongen terug uit Parijs na het faillissement van zijn galerij, met zeer zware financiële gevolgen voor Magritte, die een contract met maandelijkse uitkeringen verloren zag gaan en hierdoor verplicht werd opnieuw in loondienst te gaan werken.

### Breuk met de Belgische surrealistische beweging (1930)
Iets later in het voorjaar van 1930 ontstond er een breuk tussen Eemans en de andere leden van de groep "Société du Mystère" die zich al langer aan zijn niet aflatende erkenningsdrang en superieure houding ergerden. Hij bestookte hen voortdurend met nieuwe ideeën, zonder dat er verder gevolg aan werd gegeven. Magritte daarentegen vond het ludieke aspect van de groep belangrijk.
De erudiete Eemans die vooral aangetrokken was door het esoterische en het occulte, begon er ook gans andere ideeën op na te houden dan de streng marxistisch ingestelde surrealisten van de groep. Magritte wilde met zijn surrealisme enkel de werkelijkheid tonen, zonder gebruik te maken van symbolen. Zijn werken waren beelden van de zichtbare wereld, geen symbolen, maar dusdanig samengebracht dat ze mysterie opriepen. Het schilderij zelf bevatte geen boodschap, noch een interpretatie van het mysterie, het toonde enkel het mysterie. De interpretatie en zelfs de gevoelens die een werk opriep was volledig voor rekening van de toeschouwer, het was niet de opzet van het werk. Magritte wilde dat de toeschouwer náár, en niet ín zijn beelden keken. Hij wilde dat de toeschouwer het mysterie waarnam in plaats van het te interpreteren.
Marc. Eemans, Marcel Lecomte en Camille Goemans waren daarentegen van mening dat het mystieke en occulte de basis moesten vormen van het surrealisme. Mystieke teksten uit alle culturen waren het verband tussen de sacrale kern die in het onbewuste aanwezig was en tot uiting kwam in de surrealistische kunst. Het feit dat Eemans in januari 1930 in het gezelschap ostentatief uitpakte met zijn vertaling van het mystiek werk van het eerste visioen van Zuster Hadewijch blijkt de breuk versneld te hebben. De breuk met Camille Goemans was een rechtstreeks gevolg van de slechte afloop voor Magritte van het Parijse avontuur, wat Goemans bijzonder kwalijk werd genomen.
Eemans en Goemans verlieten de groep. Voor Eemans was dit definitief. Goemans vond later weer aansluiting met de leden van de "Société du Mystère" en met Magritte in het bijzonder. Marcel Lecomte heeft de banden met de "Société du Mystère" nooit verbroken. 
Op zijn 90ste verjaardag verwoordde Eemans zijn superieure houding op een treffende wijze: "Ik ben eerder lyrisch en elegisch, romantisch aangelegd. Magritte eerder prozaïsch en platvloers, met zijn bolhoed en zijn kefhondje. Ik vertoef meestal op de kimmen, in de buurt van Walhalla en Olympos, hij op aarde. Zijn kunst is plebejisch, de mijne aristocratisch. Ik ben tenslotte een surrealistische ‘estheet’".
Marcel Mariën stelde daarentegen dat Eemans uit de groep werd verwijderd wegens 'intellectuele en morele onbekwaamheid". Mariën heeft echter gans zijn leven lang wrok tegen Eemans gekoesterd.
Dankzij de bemiddeling van Van Hecke en Mesens kon Eemans in 1930, nadat hij in ongenade gevallen was, toch nog deelnemen aan een tentoonstelling voor surrealisten in het Stedelijk Museum Amsterdam. Het was opmerkelijk dat de vraagprijzen voor de werken van Eemans merkelijk hoger lagen dan die van René Magritte en Auguste Mambour, die daar ook exposeerden.

## Magisch Realist (1930-1939)
Eemans had al eerder in de Société du Mystère het voorstel gelanceerd om een tijdschrift "De Laatste Gids" op te richten, waarvoor hij een manifest had opgemaakt, maar hij had geen enkele medewerking gekregen van de andere surrealisten.  Nu hij uitgestoten was uit de groep probeerde hij via rechtstreekse contacten medewerking te krijgen van Gaston Burssens en Eddy du Perron, die echter al snel afhaakten omdat ze niet in een politieke discussie wilden terechtkomen. "De Laatste Gids" was weliswaar gekoppeld was aan de viering van het eeuwfeest van België, maar in feite was het een anti-Belgische aanklacht tegen die herdenking. In de herfst van 1930 moest Eemans zich neerleggen bij het feit dat zijn initiatief en strijd voor de oprichting van "De Laatste Gids" een complete mislukking was. Hoewel hij steeds in Franstalige Brusselse middens verkeerde stelde de perfect tweetalige Marc Eemans zich in deze fase opvallend Vlaamsgezind op.
Eemans en Goemans richtten in 1930 de uitgeverij Hermès op. In 1930 verscheen zijn bundel "Vergeten te worden". Deze Nederlandstalige bundel bevatte tien "woordvormen" en tekeningen. Eemans noemde het later zelf "het enige authentieke surrealistische dichtwerk dat ooit in het Nederlands verschenen is".
De opvattingen van Eemans bleven onverstoord in lijn met het "magisch idealisme" van Novalis. Met zijn bewondering voor mythen en sagen kwam Eemans nu in de ban van Alfred Rosenberg's "Mythus des 20e Jahrhunderts". Hij noemde zichzelf een orthodox surrealist in navolging van het tweede Manifest van het Surrealisme van André Breton, een stelling die het voorwerp is geweest van hevige polemiek en de breuk van Eemans met de andere Belgische surrealisten heeft bestendigd. Zelfs zijn vriend Mesens sprak van "een evidente geestesverwarring, zelfs op politiek vlak, die hem naar een pantheïstisch symbolisme heeft geleid dat niet verenigbaar is met het surrealisme".
In 1933 richtten Eemans, René Baert en Camille Goemans het Franstalige tijdschrift "Hermès" ("Revue trimestrielle d'études mystiques et poétiques') op, dat tot 1939 zou verschijnen en een grote rol zou spelen in het Franstalige cultuurleven. Het objectief van het tijdschrift was een verkenning van kosmische verbanden tussen poëzie en mystieke teksten in de westerse en oosterse tradities, een soort "occult" surrealistisch tijdschrift voor ingewijden, en in feite de bevestiging van het breekpunt van Eemans en Goemans met de andere surrealisten.
Hermès bracht Franse vertalingen over "Mystiek in de Nederlanden", met Zuster Hadewych, Meester Eckhart, Ruusbroec en anderen. Het introduceerde Martin Heidegger en Karl Jaspers in België.
Ondertussen werd Eemans beïnvloed door Stefan George met zijn tijdschrift "Das innere Reich" en door Ernst Bertram (1884-1957) met zijn Nietzsche-biografie (1918) en "Nornenbuch" (1925). Naast het Duitse existentialisme, de Noordse sagen en de Griekse mythologie waren Martin Heidegger, Friedrich Nietsche en later Julius Evola de filosofen die het meeste invloed op hem hebben uitgeoefend.
Eemans schilderde nu in een magisch realistische stijl, waarvan zijn werk "De Pelgrim van het absolute"(1937) door Piet Tomissen in zijn boek "Inleiding Tot de Idee Marc. Eemans" als sleutelschilderij wordt aangeduid.
In 1938 maakte Eemans zijn dichtbundel "Het bestendig Verbond" die in 1941 zou verschijnen met een inleiding door Urbain Van de Voorde.

## Collaborateur (1940-1944)

### Culturele collaboratie
Bij het uitbreken van de Tweede Wereldoorlog werkte Eemans op de Dienst voor Toerisme. Hij verloor zijn baan en kreeg een voorstel om mee te werken in een uitgeverij die verbonden was met  de Duitse Ahnenerbe, de pseudowetenschappelijke organisatie van Himmler voor het bevorderen van de raciale doctrines van Adolf Hitler en de nazipartij. Marc Eemans nam overtuigd deel aan die culturele collaboratie. Hij zag in het nationaalsocialisme immers een terugkeer naar de sacrale en magische wereld van de oertijd, een visie die gevoed was door zijn hang naar Duitse mystici en romantici en de Noordse sagen en die dus volledig aansloot bij de denkwereld die hij in de voorbije decennia had ontwikkeld. Eemans kwam eerder door zijn eigen metafysische bewondering voor de Wagneriaanse helden en nazistische symbolen, zoals de adelaar, dan door politieke overtuiging in de kringen van de nationaalsocialisten terecht.

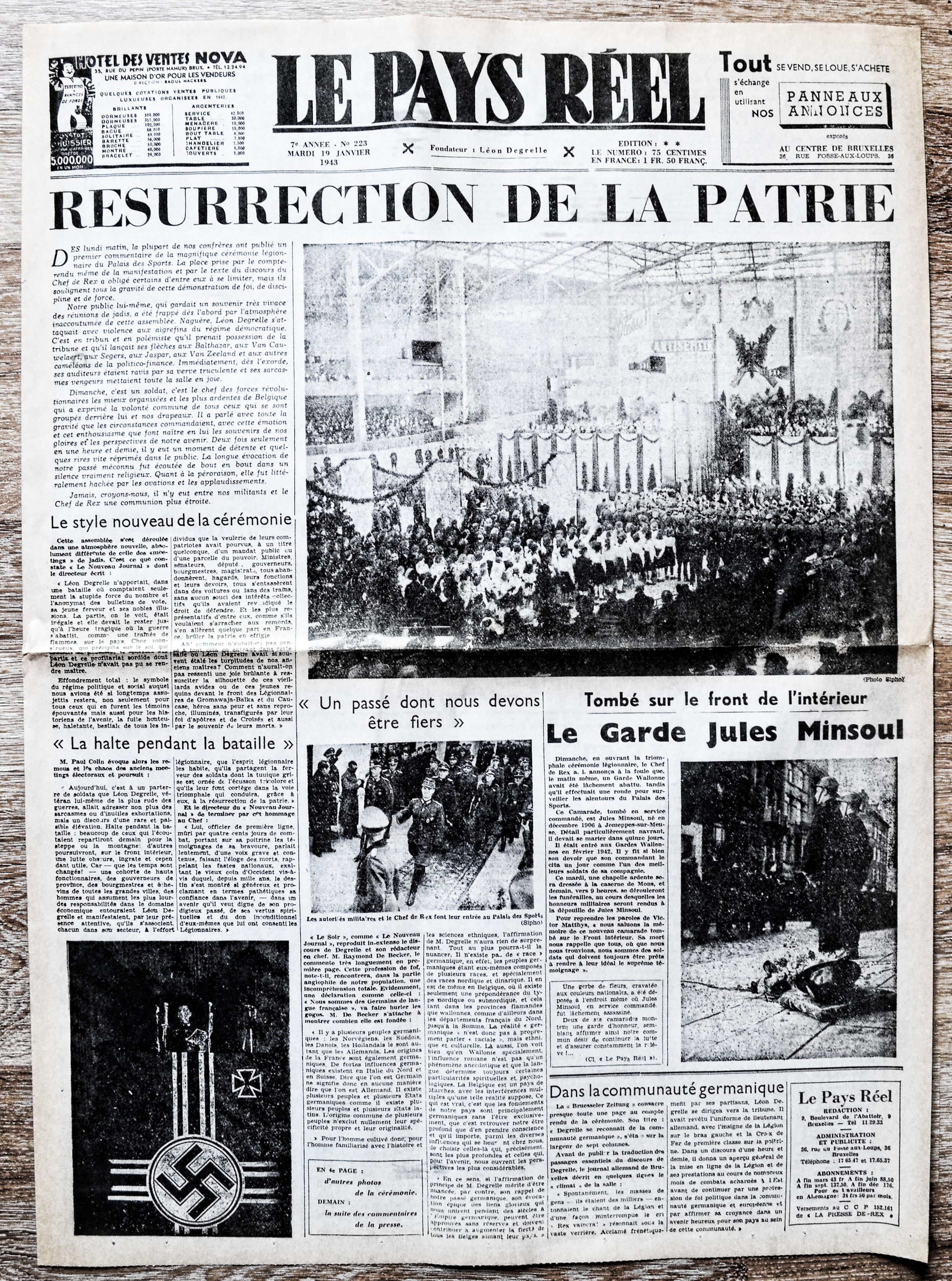

Tijdens de oorlogsjaren bleef Eemans' activiteit als kunstschilder beperkt. Hij was vooral als publicist actief. Door zijn job bij Ahnenerbe kon hij gemakkelijk de Belgisch- Nederlandse grens oversteken en werd hij medewerker van het Nederlandse blad Hamer en van het culturele tijdschrift Groot-Nederland. Eemans was ook lid van het "Busleyden-genootschap" van de kunsthistorica en oud-activiste Juliane Gabriels. Ook in België werkte hij aan talrijke Nederlandse en Franstalige kranten en tijdschriften mee, zoals de collaboratiekranten Le Soir, DeVlag en de Rex-krant Le Pays Réel. Hij was lid van de kunstenaarskring "De Meivis", die in 1943 opgericht was door Bert Peleman, Willy Kessels en Filip De Pillecijn, een zogenaamde apolitieke vereniging in Bornem die de Schelde als inspiratiebron had, in de praktijk echter een groepering van kunstenaars van VNV-strekking en van DeVlag. Ze schilderden en bezongen de schoonheid van de Schelde en de natuur en bespraken de Germaanse mystiek in een toekomstbeeld van een nieuwe esthetische orde die van elke onzuiverheid gevrijwaard was.

### Minimalisatie en tegenargumenten
Eemans heeft nooit afstand genomen van zijn nationaal socialistisch verleden, integendeel hij is gans zijn leven dezelfde visie blijven volgen en verdedigen. Hij heeft altijd zijn collaboratieverleden geminimaliseerd met het argument dat hij zich beperkt had tot de culturele collaboratie en zich niet schuldig had gemaakt aan verraad of politieke acties, wat correct is. Hij zou naar eigen zeggen zelfs meerdere keren in het vizier van de militärverwaltung zijn gekomen door zijn verdediging van de vrijheid van de kunst, waardoor er in België en Nederland niet is opgetreden tegen wat de nationaalsocialisten "Entartete Kunst" noemden. Dit wordt ontkracht door het feit dat  Eemans in januari 1944 in Le Soir en Le Pays Réel de "impressionistische" werken van Magritte, Paul Nougé en Raoul Ubac als "art dégénéré" bestempelde, waardoor ze in het vizier van Duitse bezetter kwamen. De culturele collaboratie van Eemans beperkte zich niet tot de media (pers en radio), maar hij nam ook actief deel aan propaganda om een soort Kultuurkamer naar Nederlands en Duits model op te richten, met activiteiten waaraan alleen leden van de "Landskamers" mochten deelnemen en met een streng antisemitisch beleid, wat expliciet door Eemans verdedigd werd. In zijn artikels hekelde hij de voorzichtige houding en het uitblijven van engagement bij de meeste Belgische kunstenaars. Het feit dat Eemans later zijn amnestie als enige argument gebruikte om zijn collaboratieverleden te minimaliseren werd hem bijzonder kwalijk genomen.

## Repressie en gevolgen (1944-1949)

### Veroordeling
Hoewel de culturele collaboratie van Eemans zeer verregaand was, is het toch zijn job als cultureel medewerker van de Rex-krant "Le Pays réel" die hem zwaar aangerekend werd en waarvoor hij in 1944 in het kader van de repressie werd opgepakt. In de lente van 1945 werd hij zonder beschuldiging vrijgelaten. De kopstukken van "Le Pays réel" werden daarentegen wel veroordeeld, de hoofdredacteurs José Streel en Victor Matthys werden zelfs terechtgesteld. Zijn vriend René Baert werd in 1945 zonder enige vorm van proces doodgeschoten door verzetslui.
In 1945 zorgde de tweede golf van de repressie echter voor de veroordeling in blok van alle redacteurs van "Le pays réel", ondanks hun eerdere vrijlating. Eemans werd veroordeeld tot acht jaar gevangenisstraf, waarvan vier met uitstel. Hij zat tot 1949 in de gevangenis.
Tijdens zijn gevangenschap zat Eemans niet stil. Hij hield een dagboek bij met de naam "Perpetuum mobile", een onsamenhangende opeenvolging van contemplaties over zijn lievelingsauteurs zoals Ruusbroec, Spinoza, Herman Gorter, Jakob Boehme, Friedrich Nietzsche, waaruit hij later het boek "Hymnode" zou distilleren. Ook bereidde hij er zijn boek "De Vlaamsche Krijgsbouwkunde" voor, dat hij in 1950, onmiddellijk na zijn vrijlating, zou uitgeven onder het pseudoniem M. Van Hemelrijck.

### Latere gevolgen
In 1973 werd zijn collaboratieverleden opgerakeld door Marcel Mariën in een publicatie "Manifest et autres écrits de Réne Magritte". Marc Eemans, die ondertussen amnestie had genoten, spande een rechtszaak in om deze publicatie te verbieden, maar het verzoek van Eemans werd in 1975 afgewezen, vooral door de tussenkomst van Tom Gutt, de advocaat van Mariën, die in 1963 zelf reeds het scheldpamflet "Een toontje lager" tegen Eemans had ondertekend. Marcel Mariën had zijn argumenten voor de aanval op Marc Eemans ondertussen gepubliceerd in een folder "Gejaagd door de Wind" ('Autant en rapporte le vent').
In 1987 wilde Marc Eemans deelnemen aan de tentoonstelling "Vrouw en surrealisme" in het Museum voor Schone Kunsten in Lausanne. Ook nu weer werd zijn deelname fel gecontesteerd, deze keer door Édouard Jaguer en José Pierre in een artikel "Un made dans le Vacherin" in het tijdschrift Docsur.
Begin de jaren '90 kwam Eemans opnieuw in opspraak naar aanleiding van zijn initiatief voor een reeks activiteiten rond de herdenking van de vijftigste verjaardag van Saint-Pol-Roux. Gezien de rol van Eemans tijdens de bezetting en gezien Saint-Pol-Roux als oorlogsslachtoffer bekend stond, leidde dit tot felle protesten in de culturele wereld. Eemans verdedigde zich met het argument dat hij amnestie verkregen had. Deze reactie leidde tot een internationale protestbrief "Saint-Pol-Roux assassiné" in 1991, die ondertekend werd door een 70-tal mensen uit de kunstwereld, waaronder Pierre Alechinsky, Philip Jones, Tom Gutt en Xavier Canonne.
De gevolgen van zijn collaboratieverleden zijn ook nog in de 21ste eeuw merkbaar. In zijn boek "Het surrealisme in België 1924 -2000" weigert Xavier Canonne aandacht te besteden aan het surrealistisch oeuvre van Marc Eemans en beperkt hij zich tot zijn rol als landverrader en collaborateur.

## Naoorlogse periode (1949-1998)
In de naoorlogse periode was Eemans beroepshalve redacteur bij het tijdschrift "De Periscoop". Daarnaast publiceerde hij in een snel tempo kunsthistorische boeken en bleef hij ononderbroken schilderen en collages en gedichten maken in zijn vertrouwde magisch realistische stijl. Net zoals in zijn vooroorlogse periode pakte hij uit met een aantal merkwaardige initiatieven om zijn esoterisch gedachtegoed te promoten. Hij huwde met de dichteres Monique Crokaert.

### Redacteur en kunstcriticus
Bij zijn vrijlating In 1949 vond Eemans werk bij de uitgeverij Meddens, een uitgeverij van kunstboeken die vanaf 1950 tot 1980 het maandblad "De Periscoop" zou uitgeven. Eemans kwam er in contact komt met de redactiesecretaris Jef de Belder (1912-1981), eveneens pas ontslagen uit een interneringskamp. Jef De Belder en zijn vrouw Line Lambert (1907-2005) stichtten in 1950 de eenmansuitgeverij "Colibrant" om kwalitatieve bundels van "verheven" poëzie te publiceren. Eemans kon er in 1954 zijn mystiek-esoterisch werk "Het Boek van Bloemardinne" uitgeven en in 1956 "Hymnode", een werk dat zijn oorsprong vond in zijn gevangenisdagboek.
Eemans was officieel lector bij "De Periscoop", maar in de praktijk had hij vanaf 1956 de feitelijke leiding over het tijdschrift, samen met De Belder die zich vooral met de lay-out bezig hield. De nieuwe hoofdredacteur, Frans van den Bremt, musicoloog en fotograaf, gaf Eemans alle vrijheid.
In De Periscoop publiceerde Eemans een aantal opvallende gelegenheidsbijdragen, onder meer over Henri de Braekeleer, William Degouve de Nuncques, Fritz van den Berghe, Max Ernst, E.L.T. Mesens en Paul van Ostaijen.  Net zoals in de vooroorlogse jaren was hij in zijn kunstkritiek rechtlijnig en eigenzinnig, wat hem tot een controversieel criticus maakte.  Niettemin had De Periscoop een belangrijke invloed op de cultuur in Vlaanderen, met gelegenheidsmedewerkers als Hugo Claus en Frans Verreyt en redacteurs als René Lissens, Jan Walravens, Johan Daisne, Karel Anthierens en Adriaan de Roover.

### Kunsthistoricus
Met "De vroeg-Nederlandse schilderkunst" van 1943 en zijn "Vlaamsch Kasteelenboek" van 1944 bij uitgeverij De Burcht, begon Marc Eemans aan een nieuwe uitdaging als auteur van kunsthistorische boeken, wat hij tot op het einde van zijn leven zou blijven doen. Onmiddellijk na zijn vrijlating in 1950 publiceerde hij onder het pseudoniem M. Van Hemelrijck het boek "De Vlaamse Krijgsbouwkunde", een boek dat hij voorbereid had tijdens zijn gevangenschap.
Vanaf 1960 zou hij ongeveer 30 kunsthistorische boeken uitbrengen, zowel in het Frans als het Nederlands. De meeste werden uitgegeven bij Meddens, maar ook bij Heideland-Orbid, Arto en enkele andere uitgeverijen verschenen boeken van hem. Ze behandelden onder meer de Vlaamse, Belgische, Franse en Italiaanse schilderkunst, de hedendaagse kunst en kunststromingen uit het verleden, afzonderlijke boeken over Jan Breughel en Memling en een biografisch woordenboek van de Belgische kunstenaars.    
Daarnaast maakte hij brochures voor tentoonstellingen, zoals enkele over René Magritte, en zorgde hij voor vertalingen van boeken over Jeroen Bosch en over de Koptische kunst.

### Esotherisch kunstenaar
Na zijn vrijlating in 1949 hernam hij ook zijn activiteiten als kunstschilder. Hij werkte opnieuw in dezelfde magisch idealistische richting die hem kenmerkt. Hij kreeg regelmatig de gelegenheid om zijn werken te tonen. In 1957 exposeerde hij een dertigtal werken in galerie "Le Soleil dans la Tête" te Parijs. Opvallend en typerend voor Marc Eemans was het feit dat de inleiding van de catalogus geschreven werd door de schrijver Claude Elsen, pseudoniem van Gaston Derycke (1910-1975), die voor de oorlog aan het tijdschrift Hermès meewerkte, maar die door zijn collaboratieverleden de Belgische nationaliteit was ontnomen.
In 1959 verscheen een monografie over Eemans van Serge Hutin en Friedrich-Markus Huebner, met de titel "Ars magna. Marc. Eemans, peintre et poète gnostique", uitgegeven door "Le Soleil dans la Tête". Hutin benadrukte dat de titels van de schilderijen van Eemans' uit de periode 1950-1959 systematisch verwezen naar zijn esoterische insteek, met de bedoeling de toeschouwer te verheffen tot “l'état de mystère” om zo toegang te krijgen tot de onzichtbare wereld van de symbolen.
Net als zijn vriend E.L.T. Mesens maakte Eemans ook surrealistische collages.
Eemans exposeerde zeer regelmatig in België, met uitschieters als de tentoonstelling Museum Dhondt-Dhaenens te Deurle in 1972 en de “2e Biënnale van de Vlaamse Kunst” in 1979 in Knokke. Hij is dikwijls terug te vinden op de affiches van plaatselijke tentoonstellingen, zoals in 1975 in Oostende, waarvan de folder een merkwaardige bloemlezing van commentaren over hem bevat. In het buitenland nam hij in 1964 in Arnhem en Utrecht deel aan “Werkelijkheid en verbeelding. Belgische surrealisten”, in 1970 in Straatsburg aan “L’art en Europe autour de 1925”  en verder aan tentoonstellingen in Bazel, Berlijn en Lausanne. Daarnaast was hij een regelmatige deelnemer aan de tentoonstellingen van de groep Fantasmagie georganiseerd door Ciafma, waarvan hij medeoprichter en bestuurslid was.
Ook in de poëzie bleef hij trouw aan het magisch idealisme van Novalis. Zijn "Na-wereldse minnezang" uit 1948 bevatte alle elementen van zijn persoonlijk mythisch en metafysisch denkpatroon waarbij hij door het gebruik van beelden het magisch en sacrale karakter van zijn poëzie tot uitdrukking bracht. In een opmerkelijke toespraak op de 7e Internationale Biënnale van de Poëzie in Knokke in september 1965 noemde hij zijn poëzie "gnostisch surrealisme".

### Controversiële influencer
Kenmerkend voor Eemans is zijn voortdurende erkenningsdrang door verspreiding van zijn stellingnames, een soort influencer avant-la-lettre. Zo was hij reeds in zijn jeugd een sterk verdediger van het constructivisme, met artikelen in het tijdschrift 7 Arts, later een hevig verdediger van het surrealisme met de oprichting van "Humanisme" en nog later van" het kosmisch verband van poëzie en mystiek" met het tijdschrift "Hermès", in feite zijn interpretatie van het "Tweede Manifest van Breton". Ook in zijn culturele collaboratieperiode bleef hij niet op de achtergrond, zoals hij zelf aan andere kunstenaars verweet, maar trad hij nadrukkelijk naar voor als verdediger van een soort Belgische versie van de Kultuurkamer.
Na de oorlog kwam hij opnieuw op de voorgrond met een reeks initiatieven om zijn ideeën te propageren.   

#### Fantasmagie
In december 1958 was Eemans samen met Pol Le Roy en André Van Wassenhove, Jean-Jacques Gailliard, Robert Geenens en Thomas Owen  betrokken bij de oprichting van het "Centre internationale de l'Actualité fantastique et magique" (CIAFMA), beter bekend als Fantasmagie, een initiatief van Aubin Pasque en Serge Hutin.De nadruk lag op  esoterische kunst, met veel aandacht voor het mysterieuze en antieke mythes.  Kenmerkend voor de groep was de ongebondenheid. Er waren geen regels, geen manifesten, iedereen kon fantasmagie op zijn eigen manier interpreteren. Het enige criterium was de combinatie van het fantastische aan de ene kant en magie aan de andere kant, waardoor bij de leden  heel verschillende en diverse werken zoals, grote en kleinere schilderijen, prenten, gravures en collages naar voor werden gebracht.
De eerste activiteit van de groep was een speciaal nummer van het Antwerpse tijdschrift De Tafelronde.  Dit werd gevolgd door een eigen driemaandelijkse Franstalig literair en artistiek tijdschrift, uitgegeven van 1959 tot 1979, met de naam Fantasmagie. De artistieke groep rond Fantasmagie organiseerde verschillende tentoonstellingen in België en in het buitenland, met een zeer ruim deelnemersveld, waaronder bijvoorbeeld Leonor Fini. Eemans was een regelmatig deelnemer aan deze tentoonstellingen.
Op artistiek vlak is de betekenis van Fantasmagie beperkt. De bekende leden toonden hun eigen vertrouwd werk, bij anderen waren de technieken traditioneel, de vormen conventioneel en de symboliek stereotiep. Binnen de groep, zeker aan Belgische zijde, grepen sommige leden fantasmagie aan als een reactie op zogenaamde gevaarlijke tendensen in de kunst en maatschappij, waar de esoterische magische en fantastische schilder- en letterkunde een antwoord konden op bieden. Hierdoor kreeg de beweging kritiek van jonge Belgische moderne kunstenaars. Vooral Marc Eemans, promotor en woordvoerder van de groep in België, moest het ontgelden. Er verscheen in 1964 een pamflet tegen hem met de titel "U bent een navelstaarder" ("Vous voyez avec votre Monbril"), waarin hij, naar aanleiding van zijn provocerende uitspraken op een vernissage over het surrealisme, op de korrel werd genomen door een grote groep Belgische surrealisten.

#### Centra Studi Evoliani

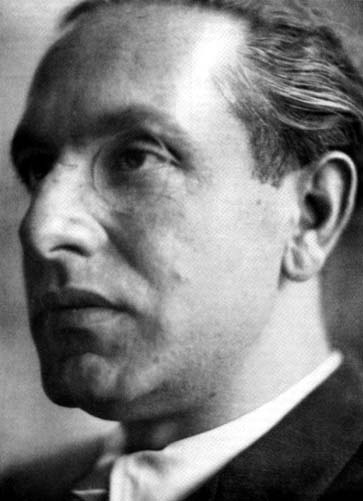
Julius Evola

Eind jaren '70 kwam Eemans in de ban van de Italiaanse filosoof Julius Evola, die zichzelf een radicale traditionalist noemde met nadruk op het aristocratische, mannelijke, heldhaftige, de mannelijk-vrouwelijke bipolariteit en de "spirituele viriliteit", concepten die dicht aanleunen bij het fascisme en nu nog steeds gebruikt worden in extreemrechtse middens. Eemans bezocht de Evoliaanse kringen in Italië en richtte in 1979 in Brussel een "Centra Studi Evoliani" op, met als doel de mensen bewust te maken van de huidige evolutie van de maatschappij zodat ze invloed konden uitoefenen om die terug in de spirituele en traditionele richting te brengen. Er werden discussienamiddagen ingericht, er verschenen een aantal teksten rond thema's als "Traditie" en "Conservatieve Revolutie", waarvan sommige door Eemans zelf geschreven. Er werd een tijdschrift "Tradition" opgericht, waarvan in de loop van 1981 en 1982 vier nummers verschenen. De beweging doofde in 1983 langzaam uit.

#### Stichting Marc. Eemans
Voor zijn 75ste verjaardag in 1982 werd door een aantal van zijn vrienden de "Fondation Marc. Eemans" opgericht. De stichting belastte zich met de studie van idealistische en symbolistische kunst en literatuur en met het aanleggen van archieven over kunst en literatuur van alles wat met symbool en mythe te maken heeft, zowel in België, Europa als wereldwijd, niet alleen in België maar ook in Europa en elders in de wereld.

#### Herdenking Saint-Pol-Roux

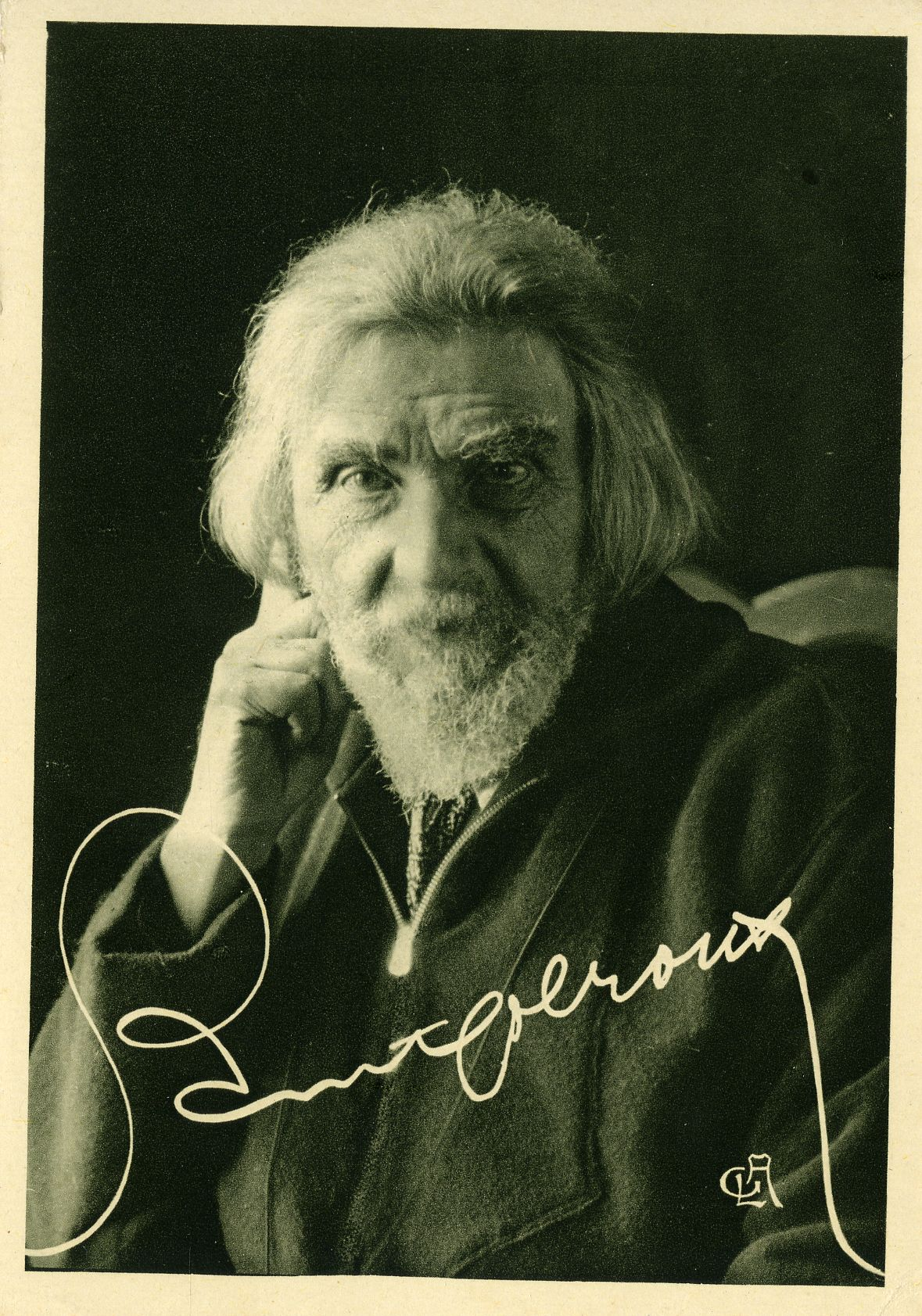
Saint-Pol-Roux

In 1990 nam Eemans het initiatief voor een reeks activiteiten rond de herdenking van de vijftigste verjaardag van het overlijden van de dichter en oorlogsslachtoffer Saint-Pol-Roux rond het huis in Saint-Hubert waar deze laatste twee jaar gewoond had. Hij beschouwde Saint-Pol-Roux, net als zichtzelf, als een volgeling van het Tweede Manifest van André Breton. 
Zijn initiatieven bestonden uit het aanbrengen van een plaquette aan het huis, een gedenksteen, een "Symbolistisch Documentatiecentrum" met de naam "Saint-Pol-Roux kabinet" in het cultureel centrum Redouté, een colloquium en de uitgifte van een pamflet onder de naam van René Rougerie, de uitgever van Saint-Pol-Roux. Gezien de rol van Eemans tijdens de bezetting en gezien Saint-Pol-Roux net als oorlogsslachtoffer bekend staat, leidde dit tot felle protesten in de culturele wereld, met een internationale protestbrief "Saint-Pol-Roux assassiné" als sluitstuk.

## Musea
- Koninklijke Musea voor Schone Kunsten van België (8 werken)[73]
- Museum voor Abstracte Kunst - Jette[74]
- S.M.A.K. Gent[75]
- Verbeke Foundation - Kemzeke (collages)[76]
- Museum voor Schone Kunsten - Gent[77]
- Archief en Museum voor het Vlaams Leven - Brussel[78]
- Fondation pour l’Art Belge Contemporain - Brussel[79]
- Collecion Roberto Polo - Toledo[80]

## Galerij
https://marceemans.wordpress.com/galerij/schilderijen/

## Algemene Bronnen
Piet Tommissen - "Inleiding Tot de Idee Marc. Eemans" Uitgeverij .Henry Fagne, Brussel 1972 https://www.scribd.com/document/228048560/Piet-Tommissen-Inleiding-tot-de-idee-Marc-Eemans
Marc. Eemans - website van de Marc. Eemans Stichting  https://marceemans.wordpress.com/bibliografie/
- Biblioteca Nacional de España: XX1256824
- Bibliothèque nationale de France: cb13736456k (data)
- Digitale Bibliotheek voor de Nederlandse Letteren: eema001
- Gemeinsame Normdatei: 174203284
- International Standard Name Identifier: 0000 0000 1900 4774
- Library of Congress Control Number: n86002661
- Nationale bibliotheek van Australië: 36553824
- Nationale Bibliotheek van Israël: 987007461858905171
- Nederlandse Thesaurus van Auteursnamen: 070957061
- Réseau des bibliothèques de Suisse occidentale: 02-A003209568
- RKD-Nederlands Instituut voor Kunstgeschiedenis: 25585
- Système universitaire de documentation: 052448541
- Trove: 1289025
- Union List of Artist Names: 500100624
- Virtual International Authority File: 37928741
- WorldCat: E39PBJxCFtFmTx7cqBvXGB8V4q